# Henrik Albrecht

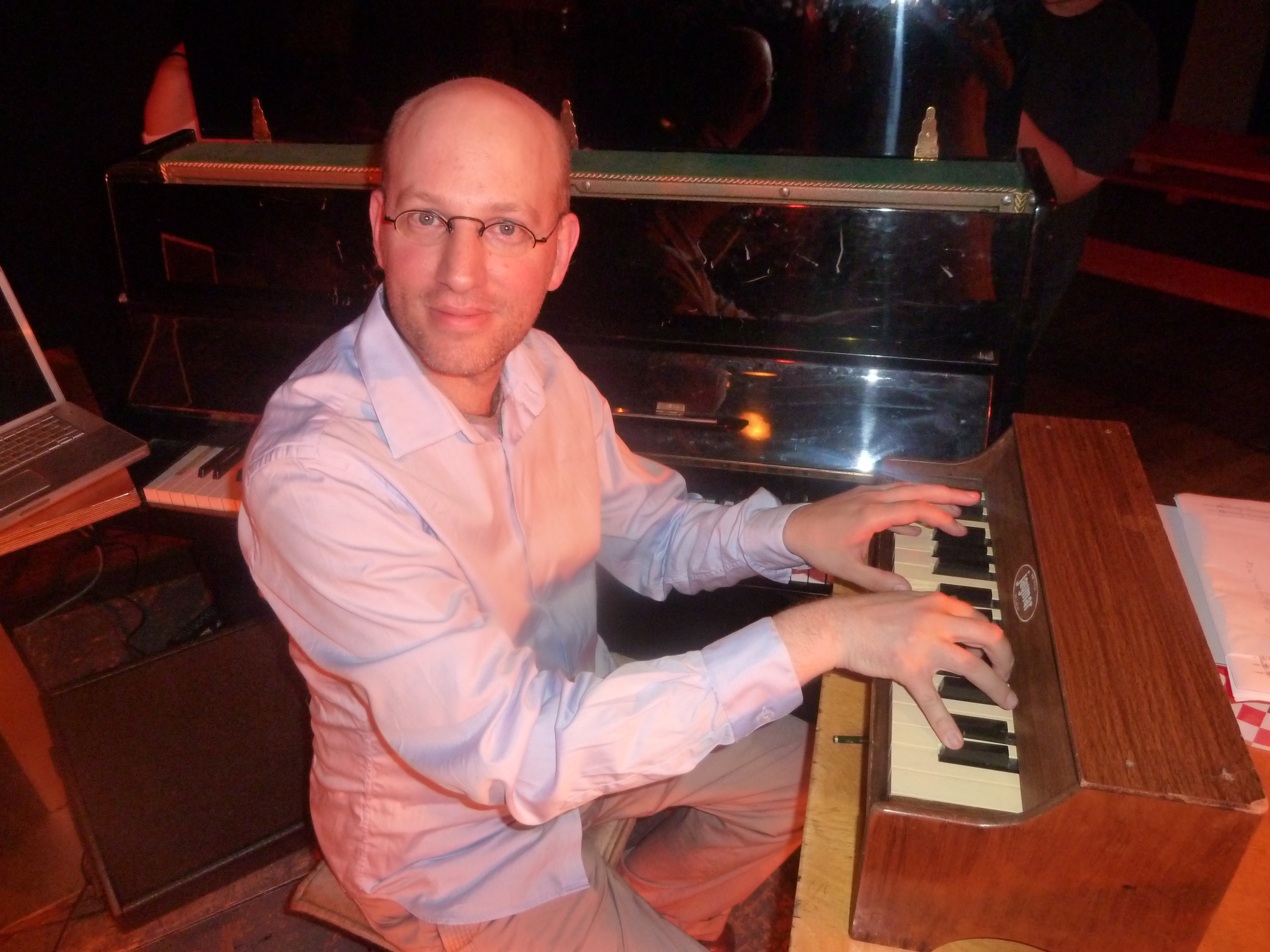
Henrik Albrecht im August 2011

Henrik Albrecht (* 23. August 1969 in Köln) ist ein deutscher Komponist mit einem Schwerpunkt auf Hörspielmusik.

## Leben und Arbeit
Albrecht studierte ab 1991 Komposition und Tonsatz bei York Höller und Johannes Schild an der Musikhochschule Köln und ist auch als Pianist, Bandoneonist und Tangomusiker aktiv. Er gibt außerdem mit einem festen Ensemble Konzerte im In- und Ausland, sein musikalischer Standpunkt liegt zwischen E- und U-Musik. Das führte ihn mit zahlreichen Vertretern der musikalischen Avantgarde sowie DJs der Kölner Elektronikszene zusammen. Albrecht komponiert nicht nur für Konzerte, sondern hat sich vielmehr der Komposition von Musik für Hörspiel- und Theaterproduktionen verschrieben.

## Produktionen
Zu den Produktionen, an denen er mitgewirkt hat, gehören unter anderem die vom SWR umgesetzten Hörspiele von Andrea Camilleris Montalbano-Reihe, das Hörspiel zu Umberto Ecos Baudolino und eine Hörspielfassung von Ken Folletts Die Säulen der Erde, sowie eine große Zahl weiterer Hörspiele und -bücher. Für die Aufnahmen zu den SWR-Hörspielen arbeitet Albrecht oft mit dem SWR-Rundfunkorchester Kaiserslautern zusammen.
Von ihm stammt auch die Musik zu den großen WDR-Produktionen Der Hund der Baskervilles (Bearbeitung und Regie: Bastian Pastewka, 2014) und Anne Bonny. Die Piratin (Autorin: Anne M. Keßel, Regie: Martin Zylka, 2022).

## Orchesterwerke
- Pinocchio (2004) – Orchestererzählung nach dem Kinderbuch von Carlo Collodi; Textbearbeitung: Robert Schoen
- Das Gespenst von Canterville (2006) – Orchestererzählung nach der Erzählung von Oscar Wilde; Textbearbeitung: Judith Lorentz
- Krieg der Knöpfe (2007) – Orchestererzählung nach dem Roman von Louis Pergaud;  Textbearbeitung: Judith Lorentz
- Peter Pan (2008) – Orchestererzählung nach der Erzählung von James Matthew Barrie; Textbearbeitung: Judith Lorentz
- Alice im Wunderland (2010) – Orchestererzählung nach dem Kinderbuch von Lewis Caroll
- A Christmas Carol (2012) – Orchestererzählung nach der Erzählung von Charles Dickens
- 20.000 Meilen unter dem Meer (2013) – Orchestererzählung nach dem Roman von Jules Verne
- Das kalte Herz (2015) – Orchestererzählung nach dem Märchen von Wilhelm Hauff
- Der Prinz und der Betteljunge (2016) – Orchestererzählung nach dem Roman von Mark Twain

## Opern – Musiktheater
- Frankenstein (2010) – Kammeroper nach dem Roman von Mary Shelley, Libretto Andreas Durban
- Das Bildnis des Dorian Gray (2011) – Kammeroper nach dem Roman von Oscar Wilde, Libretto Andreas Durban
- Die Verwirrungen des Zöglings Törleß (2012) – Kammeroper nach dem Roman von Robert Musil, Libretto Andreas Durban
- Amerika (2013) – Kammeroper nach dem Roman von Franz Kafka, Libretto Andreas Durban
- L'Argent (2015) – Kammeroper nach dem Roman von Emile Zola, Libretto Andreas Durban
- Die vierzig Tage des Musa Dagh (2017) – Kammeroper nach dem Roman von Franz Werfel, Libretto Andreas Durban

## Hörspiele
- 1999: Ken Follett: Die Säulen der Erde – Regie: Leonhard Koppelmann (Hörspiel in neun Teilen – WDR)
- 2006: Judith Lorentz: Das Gespenst von Canterville Orchesterhörspiel nach Oscar Wilde Regie: Judith Lorentz (Kinderhörspiel –  SWR / HR / BR / DLR / NDR)
- 2006: Rafik Schami: Die dunkle Seite der Liebe – Regie: Claudia Johanna Leist (Hörspiel in vier Teilen – WDR)
- 2011: Eduard von Keyserling: Dumala – Regie: Claudia Johanna Leist (Hörspiel in zwei Teilen – WDR)
- 2013: Eduard von Keyserling: Wellen – Regie: Claudia Johanna Leist (Hörspiel – WDR)
- 2014: Arthur Conan Doyle: Der Hund der Baskervilles – Bearbeitung und Regie: Bastian Pastewka (Hörspiel – WDR)
- 2016: Anthony Horowitz: Sherlock Holmes und das Geheimnis des weißen Bandes – Bearbeitung und Regie: Bastian Pastewka (Hörspiel – WDR/RB)
- 2022: Anne-M. Keßel: Anne Bonny. Die Piratin – Regie: Martin Zylka (Hörspielserie – WDR)

## Preise und Auszeichnungen
- 2007: Deutscher Hörbuchpreis für „Das Gespenst von Canterville“[3]
- 2007: Internationaler Kinderhörspielpreis des Türkischen Rundfunks TRT (Türkiye Radyo ve Televizyon Kurumu) für „Das Gespenst von Canterville“
- 2007: Leopold für „Das Gespenst von Canterville“[4]
- 2008: New York Radio Broadcast Award für „Krieg der Knöpfe“
- 2009: Deutscher Hörbuchpreis für „Krieg der Knöpfe“ als bestes Kinderhörbuch[5]
- 2011: Leopold für „Alice im Wunderland“[6]
- 2011: Preis der Deutschen Schallplattenkritik für „Alice im Wunderland“[7]
- 2013: Deutscher Kinderhörbuchpreis BEO für „A Christmas Carol“[8]
- 2014: hr Bestenliste „Die Schatzinsel“
- 2015: Leopold für „Das kalte Herz“[9]
- 2015: Barcelona 3D Film Festival „Best Original Music Score“ für die Filmmusik zu „Im Krieg“ – der 1. Weltkrieg in 3D